# Nil Satis Nisi Optimum
Nil Satis Nisi Optimum (лат. Ніщо окрім найкращого достатньо добре) — латинський крилатий вислів.
З 1878 року ця фраза є девізом англійської футбольної команди «Евертон», вона нанесена на гербі клубу. Інколи вживають абревіатуру "nsno" для інтерпретації цілої фрази.